# 东吉街道
东吉街道，是中华人民共和国吉林省辽源市龙山区下辖的一个乡镇级行政单位。

## 行政区划
东吉街道下辖以下地区：
吉宁社区、吉岭社区、吉春社区和吉明社区。